# Synagoga Szpitala Starozakonnych w Warszawie
Synagoga Szpitala Starozakonnych w Warszawie – nieistniejąca synagoga znajdująca się w Warszawie na terenie Szpitala Starozakonnych przy ulicy Kasprzaka 17 (dawnej Dworskiej).

## Opis
Synagoga została zbudowana w 1902 roku, wraz z powstaniem innych budynków wchodzących w skład szpitala. To właśnie w jej fundament w maju 1894 roku wmurowano kamień węgielny pod budowę całego kompleksu szpitalnego. 22 czerwca 1902 roku odbyło się uroczyste otwarcie synagogi oraz szpitala. Była przeznaczona głównie dla personelu i pacjentów szpitala, ale korzystali z niej również okoliczni mieszkańcy.
Murowany budynek synagogi wzniesiono na planie prostokąta, w stylu klasycystycznym. Wewnątrz we wschodniej części znajdowała się główna sala modlitewna. Od strony zachodniej wsparta na kolumnach galeria dla kobiet. Całość była nakryta dachem dwuspadowym ze sterczynami w narożnikach.
Spalona przez Niemców podczas II wojny światowej.